# الواد (أربعاء تاوريرت)
الواد هي إحدى مشيخات المملكة المغربية، تتبع جغرافيا لإقليم الحسيمة وإداريًا لأربعاء تاوريرت. يقدر عدد سكانها بـ 4766 نسمة حسب الإحصاء الرسمي للسكان والسكنى لسنة 2004.